# Textrix nigromarginata
Textrix nigromarginata är en spindelart som beskrevs av Embrik Strand 1906. Textrix nigromarginata ingår i släktet Textrix och familjen trattspindlar.
Artens utbredningsområde är Etiopien. Inga underarter finns listade i Catalogue of Life.